# Флоккулы

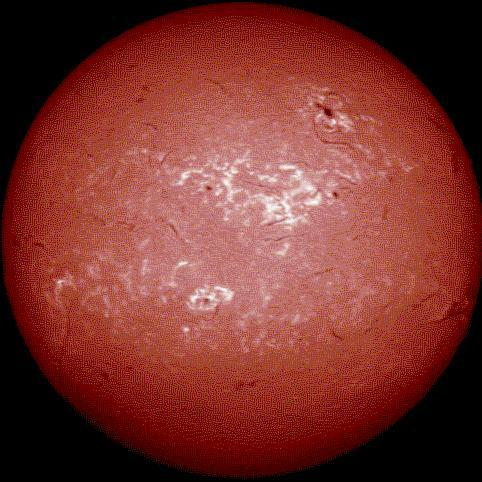
Фотография хромосферы Солнца в линии Hα. Флоккульные поля (пляжи) видны как светлые волокнистые образования в центральной части диска.

Фло́ккулы (от лат. floccus — «клочок»; ед. число фло́ккула или фло́ккул; также употребляется термин «хромосферные факелы») — волокнистые образования в хромосфере Солнца, имеющие бо́льшую яркость и плотность, чем окружающие их участки. Являются продолжением фотосферных факелов в хромосферу. Обычно находятся вблизи областей с сильными магнитными полями (активных областей), часто окружают солнечные пятна.
Области хромосферы, занимаемые флоккулами, называют «флоккульными полями». Иногда, следуя англоязычной литературе, в которой термин flocculi считается устаревшим, флоккулы и флоккульные поля называют «пляжами» (англ. plages).
На обычных (выполненных в белом свете) изображениях Солнца, флоккулы практически не видны. Они наблюдаются в свете фраунгоферовых линий средней и большой интенсивности на специально получаемых в частотах этих линий снимках Солнца (спектрогелиограммах), где обычно видны как яркие области размером в несколько минут дуги. Чаще всего флоккулы наблюдают в свете линии водорода Hα и линий H и K ионизованного кальция (CaII). В специальных случаях (в свете ряда относительно слабых линий металлов или в линии HeI) могут, напротив, выглядеть как тёмные области.
Флоккулы ориентированы вдоль силовых линий магнитного поля. В линии Hα они выглядят характерным образом, напоминающим расположение металлических опилок на стекле, располагающемся над магнитом. Иногда над одиночными солнечными пятнами появляется вихревая структура типа циклона.
Флоккулы в линиях H и K CaII имеют бо́льшие размеры, расположены выше, чем водородные, и выглядят гораздо аморфнее. Кальциевые флоккулы являются хорошими индикаторами появления локальных магнитных полей на Солнце: они заметны везде, где напряженность магнитного поля превышает 5 Э. Яркость флоккул растет с напряжённостью поля (до полей в несколько сотен Э).
Количество флоккул на диске Солнца меняется с солнечной активностью: в период максимума солнечного цикла флоккулы, видимые в линии Hα, могут покрывать до одной десятой площади диска Солнца.